# Nymphicula argyrochrysalis
Nymphicula argyrochrysalis is een vlinder uit de familie van de grasmotten (Crambidae), uit de onderfamilie van de Acentropinae. De wetenschappelijke naam van deze soort is voor het eerst gepubliceerd in 1900 door Paul Mabille.
De soort komt voor in Madagaskar.